# Primorski Dolac
Primorski Dolac és un poble de Croàcia situat al comtat de Split-Dalmàcia. El 2011 tenia 770 habitants.